# Owe Jonsson

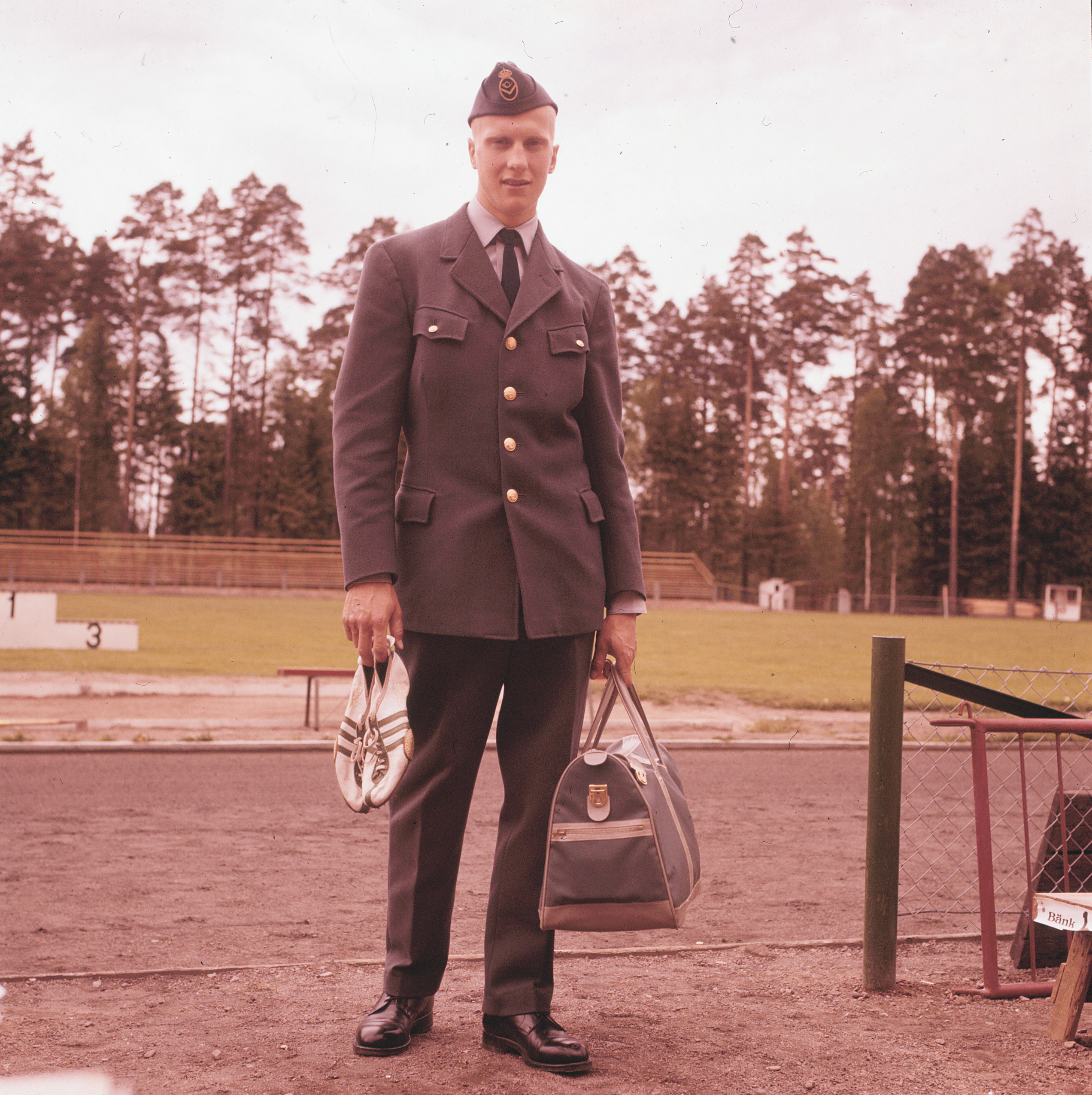
Owe Jonsson, 1961

Owe Jonsson (* 23. November 1940 in Växjö; † 29. September 1962 zwischen Växjö und Alvesta) war ein schwedischer Leichtathlet. 
Im September 1962 fand in Belgrad die Europameisterschaften statt. Nachdem Owe Jonsson im 100-Meter-Lauf bereits im Vorlauf ausgeschieden war, gewann er am 14. September den Vorlauf über 200 Meter in 20,8 Sekunden. Seinen Zwischenlauf gewann er in 21,0 Sekunden. Im Finale am 16. September standen mit Jocelyn Delecour und Marian Foik zwei sehr erfahrene Athleten dem jungen Italiener Sergio Ottolina und Jonsson gegenüber, der Deutsche Heinz Schumann und der Brite David Jones komplettierten den Endlauf. Jonsson zog auf der Zielgeraden allen davon und gewann mit neuem Meisterschaftsrekord von 20,7 Sekunden vor Foik und Ottolina in 20,8 Sekunden, Delecour wurde in 21,0 Sekunden Vierter vor Jones. 
13 Tage nach seinem Sieg starb Jonsson bei einem Autounfall.